# جذور النازية الغامض
جذور الغيبيات النازية: Ariosophists لألمانيا والنمسا، 1890-1935 هو كتاب عن السحر والتنجيم في النازية والتصوف الجرماني التي كتبها المؤرخ نيكولاس غودريك-كلارك، الذي يتتبع بعض جذوره إلى الروحانيات في ألمانيا والنمسا بين 1880 و1945. المقدمة من روهان بتلر، الذي كتب جذور الاشتراكية القومية في ثلاثينيات القرن الماضي. ويستند الكتاب على دكتوراه جودريك كلارك 1982 أطروحة علماء الفلك لنمسا وألمانيا 1890-1935: الخيال السياسي الرجعية فيما يتعلق بالقلق الاجتماعي. 
ظل هذا الكتاب مطبوعًا بشكل مستمر منذ نشره لأول مرة في عام 1985، وترجم إلى اثنتي عشرة لغة، بما في ذلك الإسبانية والفرنسية والبولندية والإيطالية والروسية والتشيكية والألمانية واليونانية.  أعيد نشره في غلاف ورقي من قبل مطبعة جامعة نيويورك في عام 1992 ( (ردمك 0-8147-3060-4)، وأعيد نشرها مؤخرًا بواسطة أي بي توريس المحدودة ( (ردمك 1-86064-973-4).
تحتوي الطبعة الألمانية على مقدمة ومقال إضافي بعنوان Nationalsozialismus und Okkultismus ( الاشتراكية القومية والسحر والتنجيم ) (15 صفحة) من تأليف HT Hakl.

## تاريخ النشر
تم تغيير العنوان الدقيق للكتاب في طبعة عام 1992. إصدارات اللغات الأجنبية مدرجة أيضًا (جزئيًا):
نيكولاس جودريك كلارك 1985: جذور السحر النازية: أريولستس النمسا وألمانيا، 1890-1935، ويلينغبورو، إنجلترا: مطبعة أكواريان. (ردمك 0-85030-402-4) ISBN   0-85030-402-4 .
1992: جذور النازية الغامضة: الطوائف الآرية السرية وتأثيرها على الأيديولوجية النازية، نيويورك: مطبعة جامعة نيويورك (ردمك 978-0-8147-3060-7)
2004: جذور النازية الغامضة: الطوائف الآرية السرية وتأثيرها على الأيديولوجية النازية، (توسعت مع مقدمة جديدة) IB Tauris & Co. (ردمك 1-86064-973-4) .
الطبعة الإسبانية 2005: Las Oscuras Raíces del Nazismo . بوينس آيرس: افتتاحية سودامريكانا (ردمك 9789500726603)
الطبعة الفرنسية 1989: Les racines occultistes du nazisme: Les Aryosophistes en Autriche et en Allemagne 1890–1935 (ردمك 2-86714-069-2) .
الطبعة الروسية 1993: Оккультные корни нацизма
الطبعة الألمانية 1997: Die okkulten Wurzeln des Nationalsozialismus . غراتس ، النمسا: ستوكر (ردمك 3-7020-0795-4) .
2. الطبعة الألمانية 2000: غراتس: ستوكر (ردمك 3-7020-0795-4) .
3. الطبعة الألمانية 2004: فيسبادن : ماريكس فيرلاج (ردمك 3-937715-48-7) .
الطبعة اليونانية 2006: ΟΙ ΑΠΟΚΡΥΦΙΣΤΙΚΕΣ ΡΙΖΕΣ ΤΟΥ ΝΑΖΙΣΜΟΥ (ردمك 960-8345-85-5)
الطبعة التشيكية 1998: Okultní kořeny nacismu: Rakouští a němečtí ariosofisté 1890-1935: Tajné árijské kulty a jejich vliv na nacistickou ideologii . براغ: فوتوبيا (ردمك 978-80-7220-023-8)
2. الطبعة التشيكية 2005: Okultní kořeny nacismu: Tajné árijské kulty a jejich vliv na nacistickou ideologii . براغ: بارز (ردمك 80-7281-278-5)
الطبعة البولندية 2001: Okultystyczne źródła nazizmu . وارسو: بيلونا (ردمك 978-83-11117-31-0)
2. الطبعة البولندية 2011: Okultystyczne źródła nazizmu . وارسو: أليثيا (ردمك 978-83-61182-48-1)

## روابط خارجية
- الواقعية السحرية - مراجعة لكاتب وليام مين، مأخوذة من عدد ديسمبر 1994 من مجلة "الإخلاص"